# Акрамова, Халима
Халима Акрамова (род. 1951) — узбекская советская ткачиха, депутат Верховного Совета СССР.

## Биография
Родилась в 1951 году. Узбечка. Образование среднее. По состоянию на 1974 год — член ВЛКСМ.
С 1968 года ткачиха Маргиланской фирмы авровых тканей «Атлас», г. Маргилан Ферганской области.
Депутат Совета Союза Верховного Совета СССР 9 созыва (1974—1979) от Маргиланского избирательного округа № 631 Ферганской области. Член Комиссии по делам молодёжи Совета Союза.